# Hermann-Paul
Ne doit pas être confondu avec Paul Herrmann (peintre).
Pour les articles homonymes, voir Hermann.
René Georges Hermann Paul, dit Hermann-Paul, né à Paris 7e le 27 décembre 1864 et mort aux Saintes-Maries-de-la-Mer le 23 juin 1940, est un peintre et illustrateur français.

## Biographie
René Georges Hermann Paul naît dans le 7e arrondissement de Paris le 27 décembre 1864.
Il fait son apprentissage à l'École des arts décoratifs de Paris et à l'Académie Julian.

Ses professeurs sont Henry Lerolle et Gustave Colin.
Il sympathise avec les thèses révolutionnaires et anarchiste et offre des illustrations à l'Album du Père Peinard d'Émile Pouget pour 1898 et aux périodiques libertaires, La Feuille de Zo d’Axa (1898), Les Temps nouveaux (1904-1914), l’Almanach de la Question sociale (1902), La Guerre sociale (à partir de 1906), Le cri de Paris 1905. Il mène campagne contre les antisémites pendant l'affaire Dreyfus, notamment en fournissant des dessins au Sifflet. Il est l'un des douze illustrateurs de l' Hommage des artistes à Picquart (1899).
Il fut un collaborateur assidu du Sourire (1899-1914), de L'Assiette au beurre (1901-1912) et du Courrier français illustré.
À la fin de sa vie Hermann-Paul se rapprocha de l'extrême-droite et fut de 1930 à 1940 un des principaux dessinateurs de Je suis Partout.
Après avoir hésité entre différents lieux de séjour, il décide de passer la fin de sa vie loin de Paris et s'installe aux Saintes-Maries-de-la-Mer, où il acquiert une maison au 6 de la rue Victor-Hugo. Son ascendance provençale explique sans doute son attirance pour la Camargue où il compte Joseph d'Arbaud et Folco de Baroncelli-Javon au nombre de ses amis. Il devient l'un des meilleurs peintres et illustrateurs de cette région.
À la demande du marquis Folco de Baroncelli-Javon, c'est lui qui a créé la Croix de Camargue ou croix Gardiane en 1924, unissant dans un même insigne les symboles des trois vertus théologales : la Foi, l'Espérance et la Charité.

## Œuvre
Hermann-Paul crée la première représentation de la croix camarguaise, à la demande du Marquis de Baroncelli.
Son œuvre gravé est considérable[réf. nécessaire].

Sa collaboration aux périodiques anarchistes a été très active. Elle était d'autant plus militante qu'elle lui demandait un grand effort ainsi qu'en témoigne cette lettre à Jean Grave (7 août, sans date) : 

« Je vous prie : réclamez, ou demandez-moi lorsque vous jugerez que l'actualité se prête à ma collaboration, car le dessin « quand vous en aurez l'idée » cadre mal avec mes habitudes d'esprit et de travail. On me l'a souvent demandé et jusqu'à présent je ne l'ai jamais fait. C'est pour moi une chose trop grave qu'un dessin pour que je n'aie pas besoin d'y penser d'avance et de m'y consacrer à l'exclusion de toute autre occupation : cela n'est donc jamais venu en surplus, en extra ; il faut que je me réserve une bonne journée à cela. Ceci, simplement pour que vous ne craigniez pas de réclamer ! »

— Correspondance, fonds Jean Grave, déposée à l'Institut français d'histoire sociale.

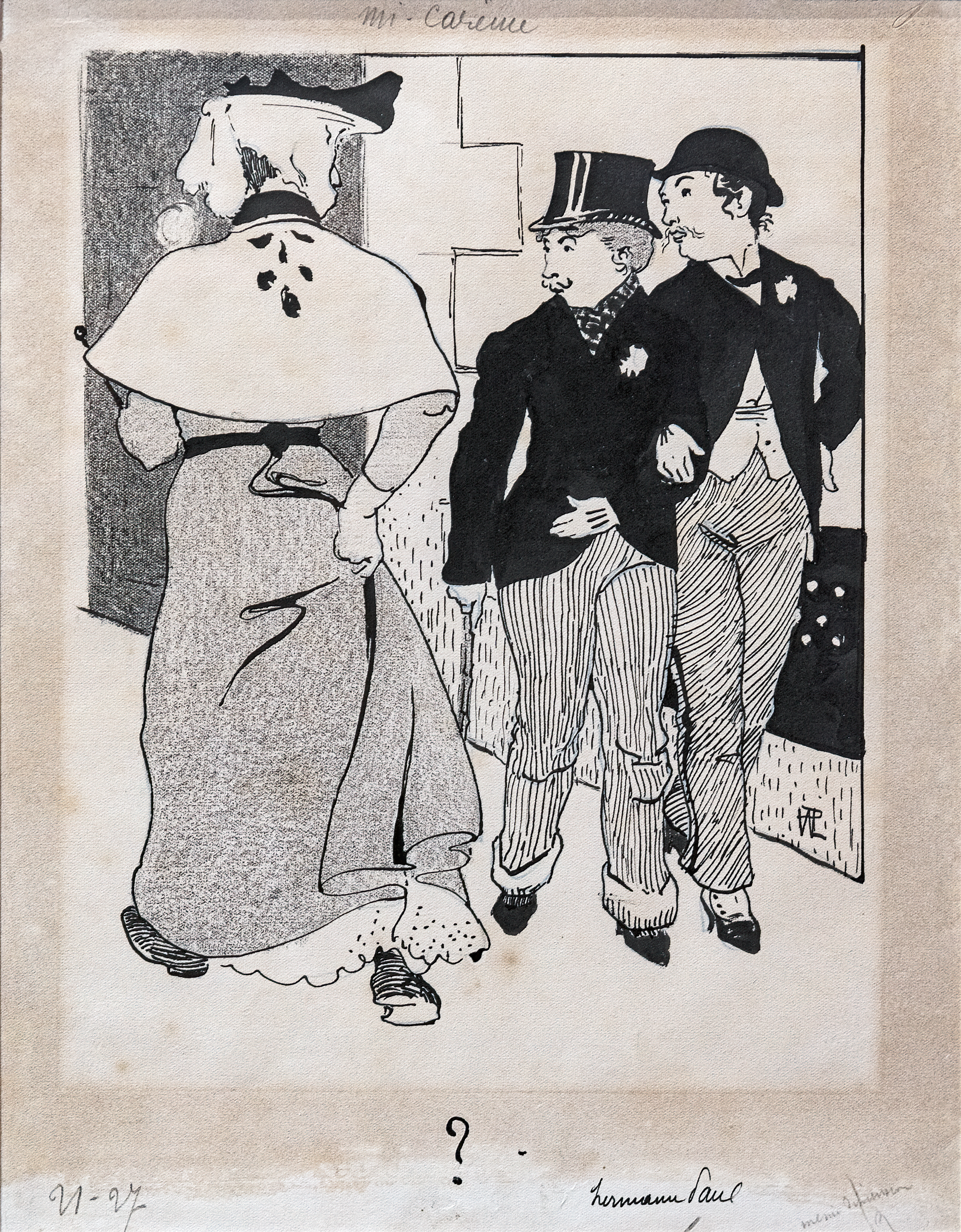
Dessin original reproduit dans Le Courrier français
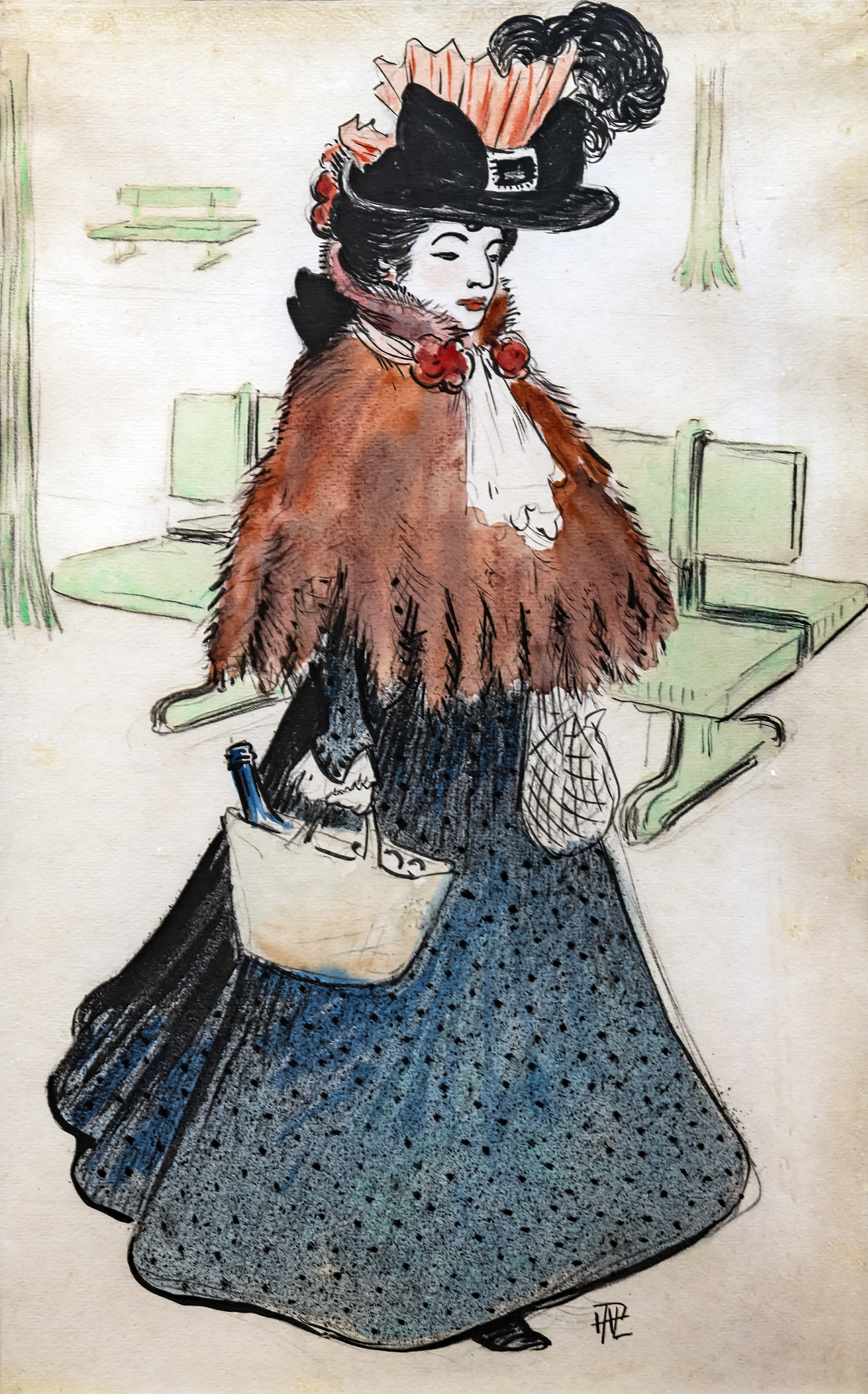
La belle juive fait ses courses Dessin original reproduit dans Le Rire
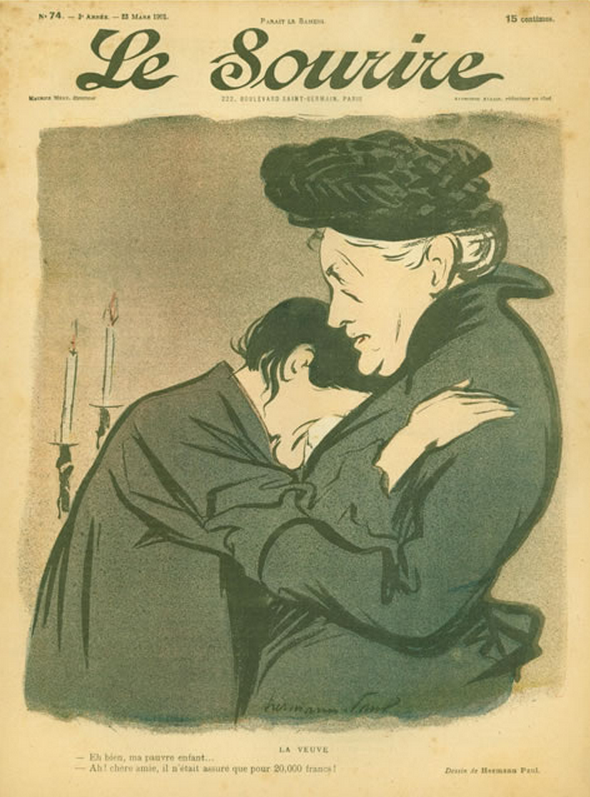
Dans Le Sourire.
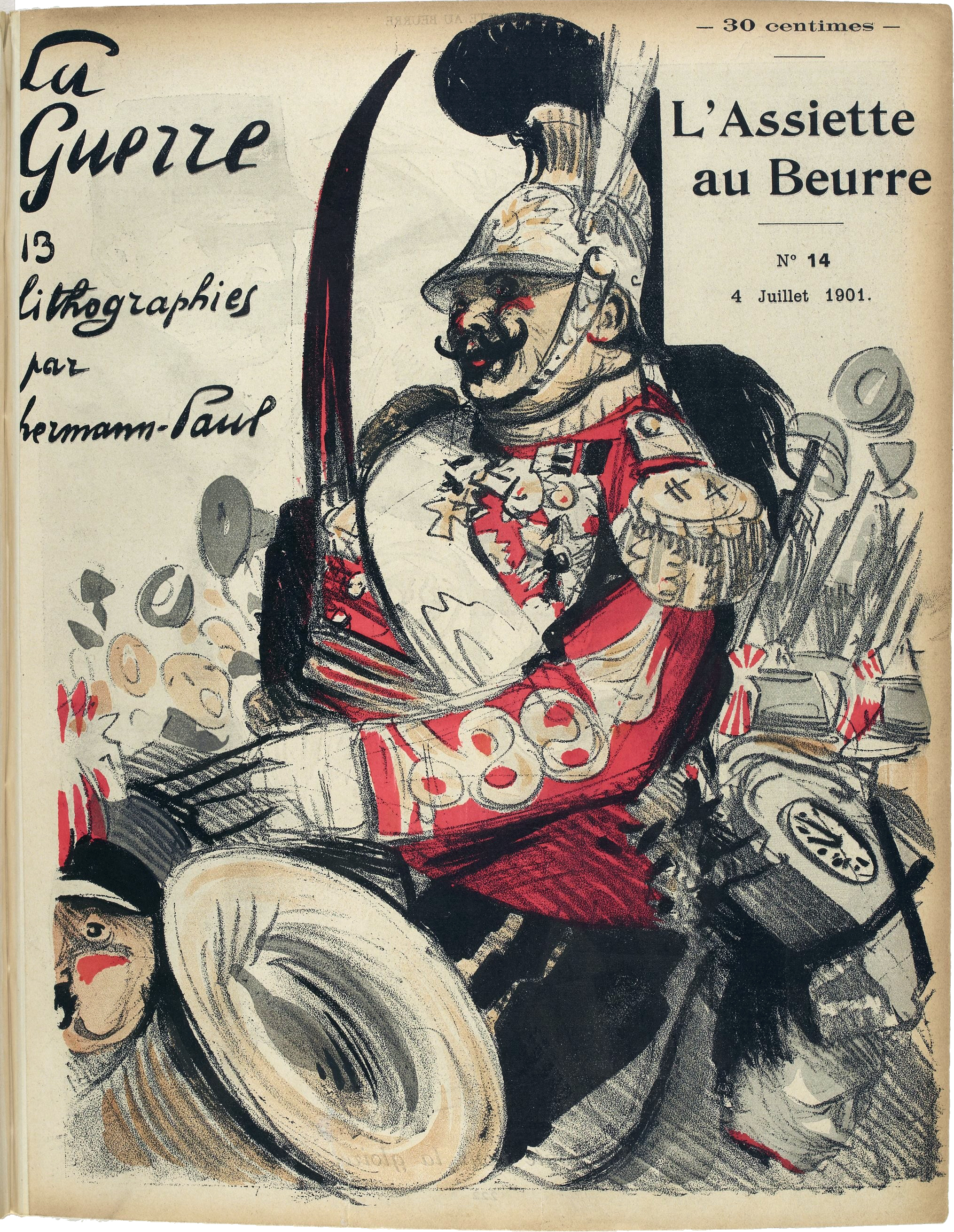
et l' Assiette au beurre.
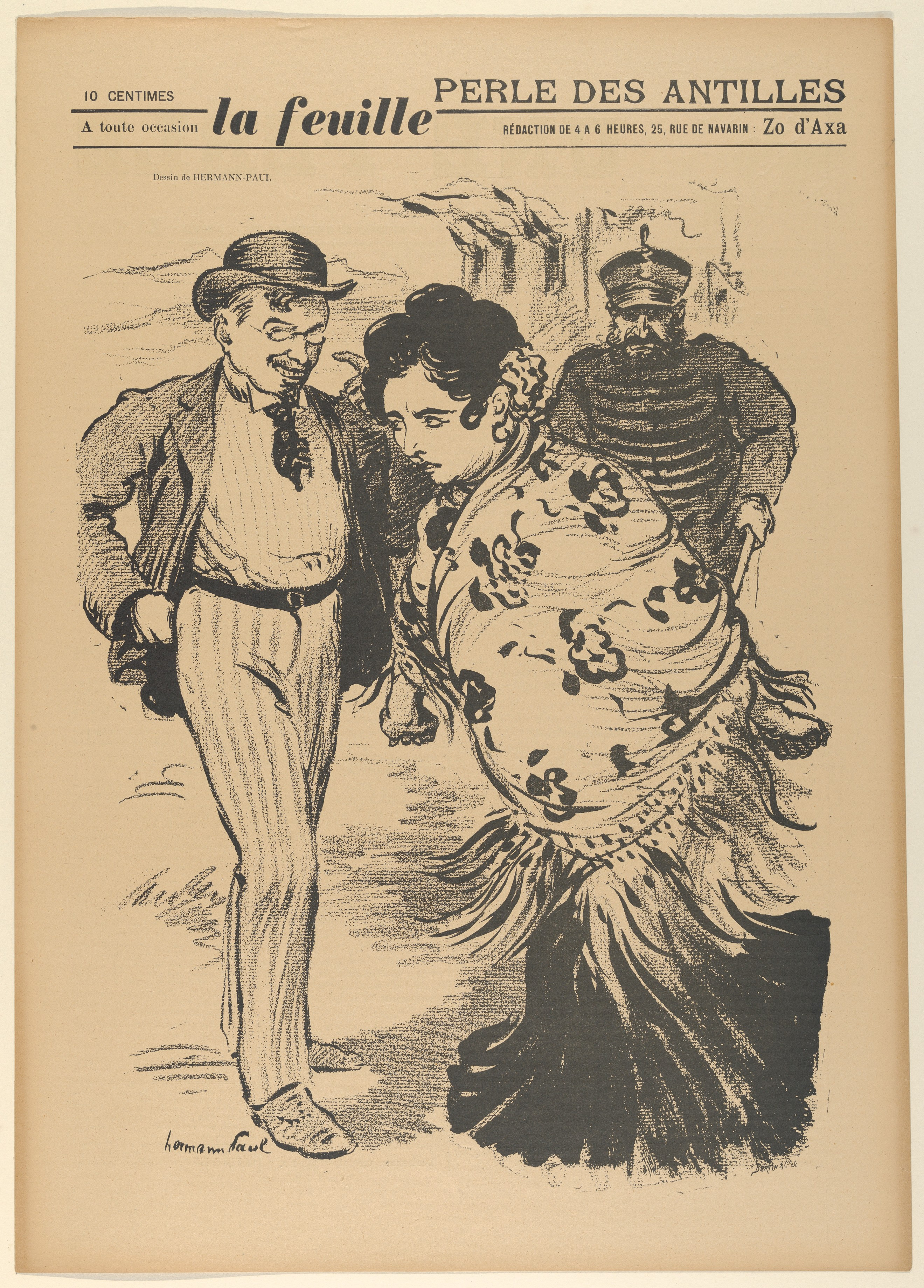
dans La Feuille.
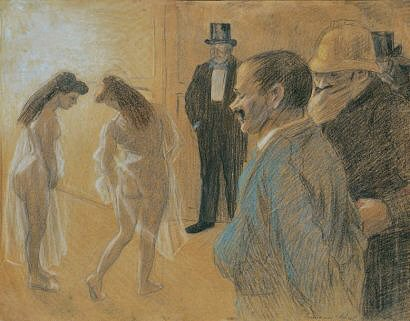
Les Danseuses pastel.
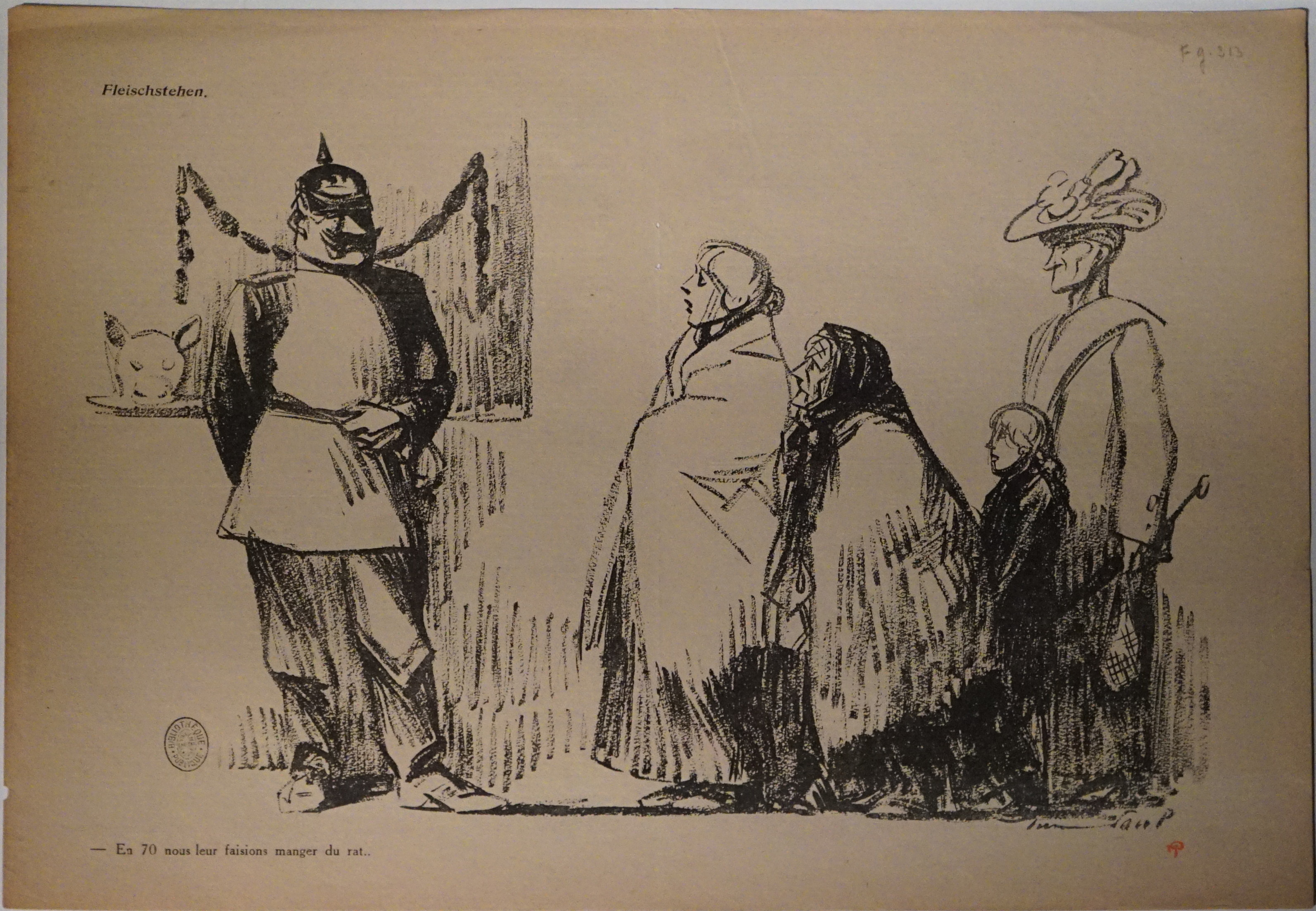
caricature de la Grande guerre.
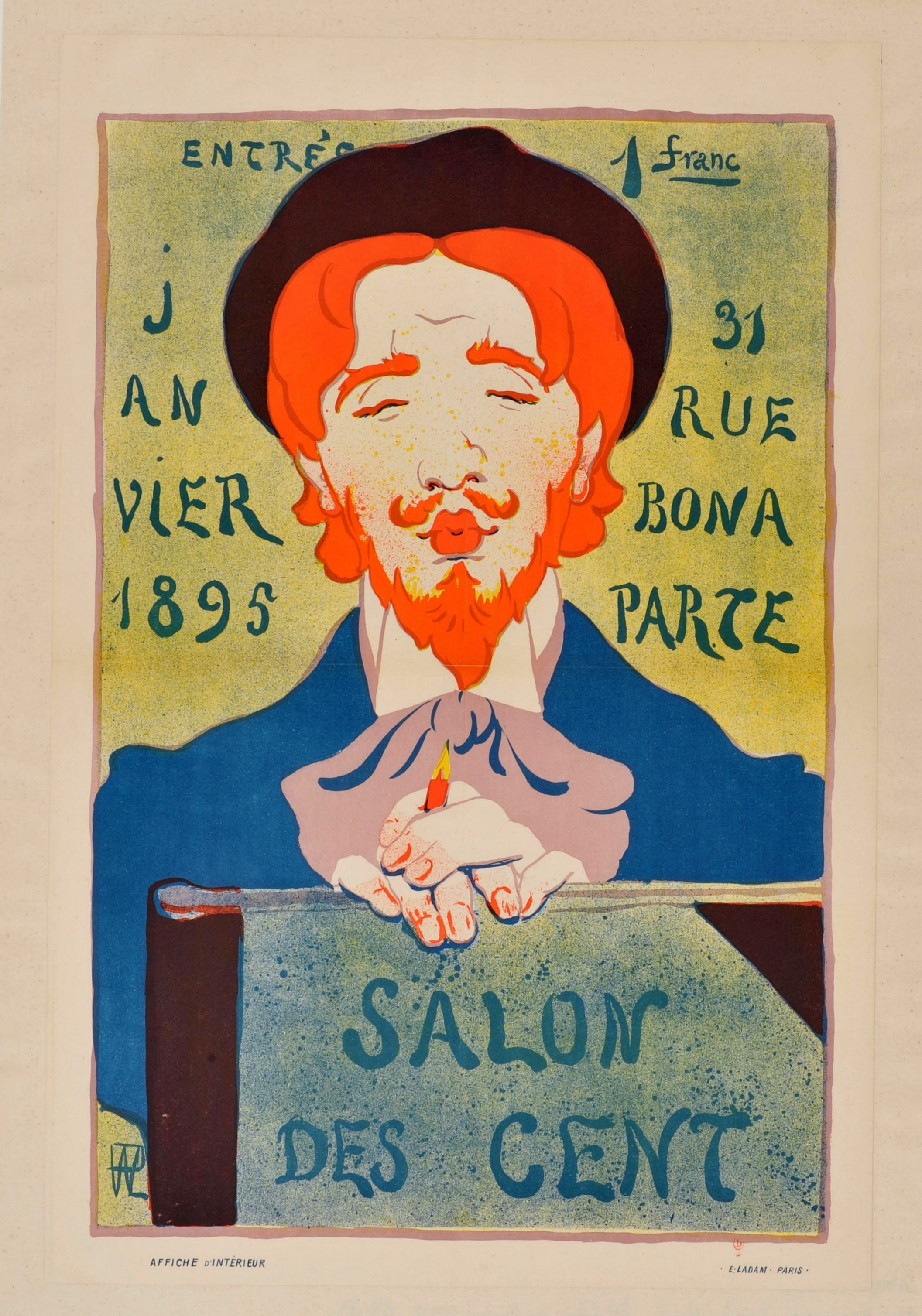
Affiche pour le Salon des Cent.

### Illustrations
- Laurent Tailhade, Au Pays du Mufle, Bibliothèque artistique et littéraire, Paris, 1894.
- Henry de Montherlant, Le Génie et les fumisteries du divin, La Nouvelle Société d'édition, Paris (frontispice).
- Prosper Mérimée, Les Âmes du purgatoire, René Kieffer, Paris, 1929.
- Lucien Descaves, La Colonne, Félix Juven, Paris, 1901.
- Alfred Capus, Années d'Aventure, Charpentier et Fasquelle, Paris, 1903.
- Hermann Paul, Le Veau gras, roman dessiné, Charpentier et Fasquelle, Paris, 1904.
- Octave Mirbeau, L'Abbé Jules, Fayard, Modern-Bibliothèque, s.d.
- Emile Zola, L'Assommoir, Cres, Paris, 1920.
- Colette, Mitsou, Fayard, Le Livre de demain, Paris, 1923.
- Octave Mirbeau, Les affaires sont les affaires, Éditions Helleu & Sergent, Paris, 1923.
- Octave Mirbeau, Le Calvaire, Éditions Mornay, Paris, 1928.